# برينت هيوز
برينت هيوز هو لاعب هوكي الجليد كندي، ولد في 17 يونيو 1943 في Bowmanville ‏ في كندا.

## وصلات خارجية
- برينت هيوز على موقع دوري الهوكي الوطني (الإنجليزية)
- برينت هيوز على موقع قاعة مشاهير الهوكي (لاعب أن.إتش.أل) (الإنجليزية)
- برينت هيوز على موقع EliteProspects.com (الإنجليزية)
- برينت هيوز على موقع HockeyDB.com (الإنجليزية)
- برينت هيوز على موقع Hockey-Reference.com (الإنجليزية)